# Baía Milne (província)
Baía Milne (em inglês Milne Bay) é uma das 20 províncias da Papua-Nova Guiné. Sua capital é Alotau. A província cobre 14,345 km² de terra e 252,990 km² de mar, dentro da província existem mais de 600 ilhas, das quais cerca de 160 são habitadas. A província tem cerca de 276.000 habitantes, falando cerca de 48 idiomas, a maioria dos quais pertence ao ramo malaio-polinésio oriental da família Língua austronésia.  Economicamente, a província é dependente do turismo, óleo de palma, e mineração de ouro na ilha de Misima; Além dessas indústrias maiores, há muitos projetos de pequena escala em cultivo de cacau e copra.  Na Segunda Guerra Mundial a Batalha da Baía Milne teve lugar na província.